# Maggie Smith
Dama Margaret Nathalia Smith (Ilford, 28. prosinca 1934. – London, 27. rujna 2024.), poznatija kao Dame Maggie Smith, bila je jedna od najpoznatijih kultnih engleskih filmskih, kazališnih i televizijskih glumica koja iza sebe ima preko 70 godina glumačke karijere. Osvojila je brojne nagrade, među kojima su i dva Oscara, pet nagrada BAFTA Awards te četiri nagrade Emmy.  Široj je javnosti najpoznatija po ulozi profesorice Minerve McGonagall u filmskom serijalu Harry Potter (2001. – 2011.) te po ulozi Violet Crawley u dramskoj televizijskoj seriji Downton Abbey (2010. – 2015.). 

## Rani život i obrazovanje
Rodila se u mjestu Ilford, grofovija Essex, Engleska. Njena majka Margaret Hutton (djev. Little; 1896. – 1977.) je bila Škotlanđanka, a otac Nathaniel Smith (1902. – 1991.) iz Newcastle upon Tynea, po zanimanju patolog javnog zdravstva koji je radio na sveučilištu u Oxfordu. Ima dva starija brata blizanca, Alistaira (umro 1981.) i Iana. Smith je pohađala srednju školu Oxford (Oxford High School) do 16. godine i započela je svoju karijeru na pozornici kao studentica. 

## Karijera
1952. godine, u dobi od 17 godina, pod okriljem Dramskog društva Sveučilišta Oxford (Oxford University Dramatic Society), Smith je započela svoju karijeru kao Viola u komediji Dvanaesta noć (Twelfth Night) Williama Shakespearea u kazalištu Oxford Playhouse, a na filmu je debitirala 1956. godine. Snimila je 60-ak filmskih naslova i 70-ak predstava, osvojivši za svoj rad dva Oscara, Emmya, nagradu Tony i pet puta nagradu BAFTA. Za svoj 4. film, "The Prime of Miss Jean Brodie" je 1969. osvojila Oscara, isto ponovivši 1978. za film "California Suite". Njeni glumački partneri bili su mnogi velikani svjetskog glumišta od kojih se izdvajaju Michael Caine, Richard Burton, Elizabeth Taylor, Orson Welles, Laurence Olivier, Derek Jacobi i mnogi drugi. 
Minerva McGonagall u filmu Harry Potter je jedna od zapaženijih uloga po kojoj se pamti. Njeni odani, ponekad i fanatični obožavatelji smatraju je jednom od najboljih glumica koja se ikad pojavila na filmu i u kazalištu. 

## Privatni život
Smith se udala za glumca Roberta Stephensa 29. lipnja 1967. Imali su dva sina, glumca Chrisa Larkina (rođen 1967.) i Tobyja Stephensa (rođenog 1969.), a razveli su se 6. travnja 1975. Smith se vjenčala s dramaturgom Beverley Crossom 23. lipnja 1975. u Matičnom uredu u Guildfordu, i ostali su u braku do njegove smrti 20. ožujka 1998. Na pitanje 2013. je li usamljena, odgovorila je: "čini se pomalo besmisleno ići dalje sam i nemati to s kim dijeliti". Smith ima petero unučadi.

### Plemićke titule
1970. godine imenovana je viteškim redom Zapovjednika Reda Britanskog Carstva, ('CBA' – Commander of the Order of the British Empire) a 1990. uzdignuta na Dame Zapovjednik Reda Britanskog Carstva ('DBE' – Dame Commander of the Order of the British Empire).
 Smith je 2014. imenovana članicom Reda Vitezova Časti ('CH' – Order of the Companions of Honour).